# Eileen Davidson
Eileen Marie Davidson (ur. 15 czerwca 1959, Artesia, Stany Zjednoczone) – amerykańska aktorka telewizyjna, była modelka.
Najbardziej znana z roli Ashley Abbott w serialu Żar młodości. W latach 2007–2008, w tej samej roli, występowała w operze mydlanej Moda na sukces. W 2012 odeszła z obsady serialu Żar młodości. W latach 2012–2013 ponownie odgrywała rolę Kristen Blake w operze mydlanej Dni naszego życia.

## Filmografia
- 2008: 3 Day Test
- 2007-2008: Moda na sukces (The Bold and The Beautiful) jako Ashley Abbott
- 1989: Luz na kółkach (Easy Wheels) jako She Wolf
- 1989: Wieczność (Eternity) jako Dahlia/Valerie
- 1984–1993: Santa Barbara jako Kelly Capwell 1991–1993
- 1983: Dom pani Slater (The House on Sorority Row) jako Vicki
- 1973: Żar młodości (The Young and The Restless) jako Ashley Abbott #1 (1982–1989, 1999–2007, 2008–2012)
- 1965: Dni naszego życia (Days of Our Lives) jako Kristen Blake (1993–1998, 2012–2013)/Susan Banks Crumb (1996–1998)/Siostra Mary Moira Banks (1997–1998)/Penelope Kent (1998)

## Życie prywatne
- Jest żoną aktora Vincenta Van Pattena (kwiecień 2003) – to jej trzecie małżeństwo. Wcześniej była żoną Christophera Mayera (1985–1986; rozwód) i Jona Lindstroma (1997–2000; rozwód).
- 20 maja 2003 urodziła syna Jessego Thomasa.